# LMG 120-RPG
LMG 120-RPG bezeichnet einen Fährschiffstyp, von dem insgesamt vier Einheiten in zwei leicht voneinander abweichenden Ausführungen für die norwegische Reederei Torghatten Nord gebaut wurden.

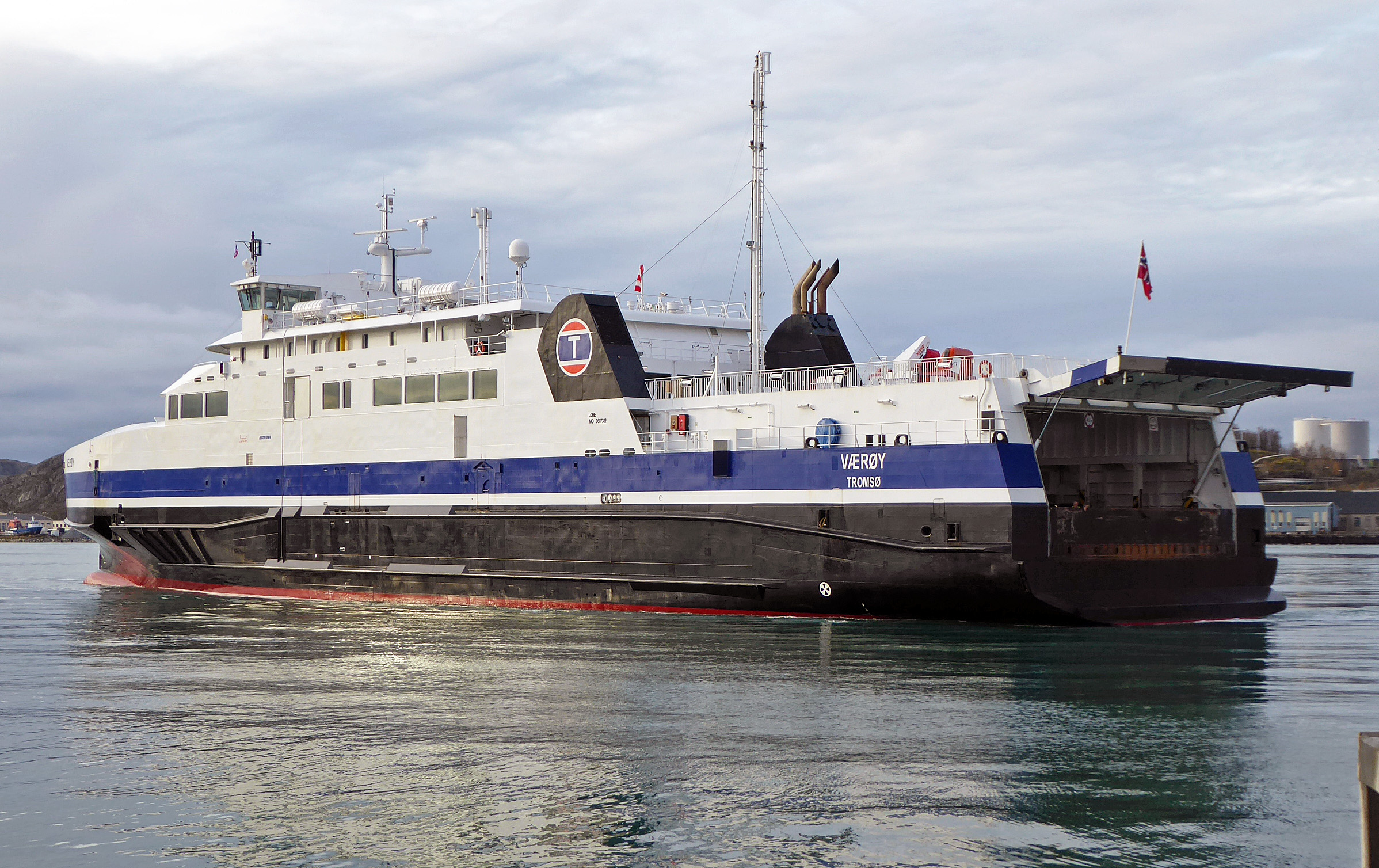
Heckansicht der Værøy

## Geschichte
Die Fähren des Typs wurden im Oktober 2010 bestellt. Sie wurden auf der polnischen Werft Gdańska Stocznia „Remontowa“ in Danzig für die Reederei Torghatten Nord gebaut und im Oktober bzw. Dezember 2012 abgeliefert. Der Schiffsentwurf stammte von LMG Marin in Bergen. Von der Bauwerft wurde der Schiffstyp unter der Bezeichnung „SKS 120“ geführt.
Die Fähren wurden für den Einsatz im Fährverkehr zu den Lofoten gebaut. Torghatten Nord betreibt dort mehrere Fährverbindungen auf unterschiedlich exponierten Strecken. Die ersten beiden Einheiten wurden für die Fährverbindung von Bodø nach Værøy, Røst und Moskenes gebaut. Die Verbindung quert den ungeschützten, äußeren Bereich des Vestfjords. Die beiden anschließend gebauten Einheiten werden fast am Ende des hier geschützten Vestfjords zwischen Bognes und Lødingen eingesetzt. Die Fähren sind optisch fast identisch, die ersten beiden Einheiten aber geringfügig länger als die beiden anschließend gebauten Einheiten. Außerdem unterscheiden sich die Unterwasserschiffe und die Fähren sind mit verschiedenen Motoren ausgerüstet.
Die Landegode als erste Einheit der Serie wurde 2013 für ihr Antriebskonzept vom Shippax-Magazin ausgezeichnet.

## Beschreibung
Die Fähren werden von einem Gasmotor von Bergen Engines angetrieben. Der Motor wirkt über ein Untersetzungsgetriebe auf einen Verstellpropeller. Die beiden von Bodø aus eingesetzten Fähren sind mit einem Gasmotor des Typs B35:40V12 G mit 5250 kW Leistung ausgerüstet, bei den zwischen Bognes und Lødingen verkehrenden Fähren kommt ein Gasmotor des Typs C26:33L-9 mit 2430 kW Leistung zum Einsatz. Der Treibstofftank für das Flüssiggas fasst 150 m³. Die Fähren erreichen eine Geschwindigkeit von rund 20 bzw. 16 Knoten. Die von Bodø aus eingesetzten Fähren sind mit zwei mit jeweils 500 kW Leistung angetriebenen Bugstrahl- und einem mit 850 kW Leistung angetriebenen Heckstrahlruder ausgerüstet. Die zwischen Bognes und Lødingen verkehrenden Fähren verfügen über ein Bug- und ein Heckstrahlruder mit jeweils 500 kW Leistung. Die Querstrahlsteueranlagen werden von Elektromotoren angetrieben.
Für die Stromversorgung stehen jeweils ein vom Hauptmotor angetriebener Wellengenerator sowie ein Dieselgenerator zur Verfügung. Der Dieselgenerator wird von einem MTU-Dieselmotor angetrieben. Bei den von Bodø aus eingesetzten Fähren wird der Generator von einem Dieselmotor des Typs 16V4000 mit 2200 kW Leistung und bei den zwischen Bognes und Lødingen verkehrenden Fähren von einem Dieselmotor des Typs 8V4000 mit 930 kW Leistung angetrieben. Alle vier Fähren sind mit einem von einem Dieselmotor von AGCO Sisu Power des Typs 84 CTAG-4V mit 150 kW Leistung angetriebenen Notgenerator ausgerüstet. Die Motorenkonfiguration erlaubt bei einem Ausfall des Hauptmotors den Antrieb des Propellers über den Wellengenerator mithilfe des Dieselgenerators, um die Schiffe manövrierfähig zu halten und einen Hafen erreichen zu können.
Die Schiffe verfügen über zwei Fahrzeugdecks. Auf dem Hauptdeck befindet sich ein durchlaufendes Fahrzeugdeck mit fünf Fahrspuren. Dieses ist über ein Bug- und eine Heckrampe zugänglich. Die Bugrampe ist 5,5 Meter breit. Vor der Bugrampe befindet sich ein nach oben aufklappbares Bugvisier. Die Heckrampe ist 11,5 Meter breit. Die Zufahrt ist mit einem ebenfalls nach oben aufklappbarem Tor verschlossen. Die Durchfahrtshöhe auf dem Hauptdeck beträgt 4,5 Meter. Unter dem Hauptdeck befindet sich ein weiteres Fahrzeugdeck mit vier Fahrspuren, das über 3 Meter breite Rampen vom Hauptdeck aus zugänglich ist. Hier beträgt die Durchfahrtshöhe 2,5 Meter. Das Fahrzeugdeck ist vollständig geschlossen. Oberhalb des Fahrzeugdecks befinden sich die Aufbauten mit den Einrichtungen für die Passagiere auf dem Deck direkt über den Fahrzeugdecks. Hier sind Aufenthaltsräume mit Sitzgelegenheiten eingerichtet. Den Passagieren stehen ein Selbstbedienungsrestaurant und ein Kiosk zur Verfügung. Außerdem sind an Bord drei Doppelkabinen für Passagiere eingerichtet. Auf dem über dem Passagierdeck liegenden Deck befinden sich die Einrichtungen für die Schiffsbesatzung, außerdem unter anderem verschiedene Betriebsräume. Die Brücke befindet sich im vorderen Bereich auf den Decksaufbauten. Sie ist über die gesamte Breite geschlossen. Zur besseren Übersicht beim An- und Ablegen gehen die Nocken etwas über die Schiffsbreite hinaus.
Die beiden von Bodø aus eingesetzten Fähren sind mit Flossenstabilisatoren, die anderen beiden Fähren mit Schlingertanks zur Dämpfung der Rollbewegungen ausgerüstet. Die Fähren sind jeweils mit zwei Schiffsevakuierungssystemen ausgerüstet.

## Schiffe
| LMG 120-RPG | LMG 120-RPG  | LMG 120-RPG | LMG 120-RPG                                    | LMG 120-RPG              |
| Bauname     | Baunummer    | IMO-Nummer  | Kiellegung Stapellauf Ablieferung              | Strecke                  |
| ----------- | ------------ | ----------- | ---------------------------------------------- | ------------------------ |
| Landegode   | 2410/1 612/1 | 9607370     | 2. März 2011 2. November 2011 5. Oktober 2012  | Bodø–Værøy–Røst–Moskenes |
| Værøy       | 2410/2 612/2 | 9607382     | 10. Mai 2011 17. Januar 2012 11. Oktober 2012  | Bodø–Værøy–Røst–Moskenes |
| Barøy       | 2410/3 612/3 | 9607394     | 10. Mai 2011 17. März 2012 13. Dezember 2012   | Bognes–Lødingen          |
| Lødingen    | 2410/4 612/4 | 9607409     | 3. Oktober 2011 11. Mai 2012 28. Dezember 2012 | Bognes–Lødingen          |

Die Schiffe fahren unter norwegischer Flagge, Heimathafen ist Tromsø.